# مرزنگوش (سرده)
مرزنگوش، مرزنجوش (نام علمی: Origanum) نام یک سرده از تیره نعناعیان است.